# Sphaerodactylus becki
Sphaerodactylus becki — вид геконоподібних ящірок родини Sphaerodactylidae. Ендемік острова Навасса. Вид названий на честь американського герпетолога Ролло Бека.

## Поширення і екологія
Sphaerodactylus becki є ендеміками острова Навасса, розташованого між Гаїті і Ямайкою. Вони живуть в сухих тропічних лісах, серед опалого листя і під камінням. Відкладають яйця.